# 함안 달전사 천지명양수륙재의찬요
함안 달전사 천지명양수륙재의찬요(咸安 達田寺 天地冥陽水陸齋儀纂要)는 대한민국 경상남도 함안군 칠원읍, 달전사에 있는 책이다. 2017년 1월 5일 경상남도의 유형문화재 제603호로 지정되었다.

## 개요
천지명양수륙재의찬요(天地冥陽水陸齋儀纂要)는 불가(佛家) 수륙재(水陸齋)의 의식(儀式) 요점을 찬집(纂輯)한 책이다.
본서(本書)는 1권 1책으로 '1568년(戊辰)'이라는 정확한 간행 기록(刊記)과 '경상도 상주의 보문사(普門寺)에서 간행하였다'는 것을 파악할 수 있으며, 인출(印出) 및 보관상태가 양호하다.
임란이전에 간행된 것으로서 수륙재를 연구하는데 중요한 자료가 되며, '임진왜란'과 '병자호란'이라는 조선 역사에서 전대미문(前代未聞)의 전쟁을 두 차례나 겪으면서, 피난을 가면서 수많은 사람들이 한강 등에 빠져 익사하였다든가, 전쟁의 현장 등에서 억울하게 죽어간 수많은 사람들의 고혼(孤魂)을 위로하는 수륙재(水陸齋)를 실제로 거행하면서 그 의식 절차를 진행하는데 아주 요긴(要緊)하게 활용되었다고 볼 수 있는 매우 중요한 전적이다.

## 참고 자료
- 함안 달전사 천지명양수륙재의찬요 - 국가유산청 국가유산포털